# Bénédict Pictet

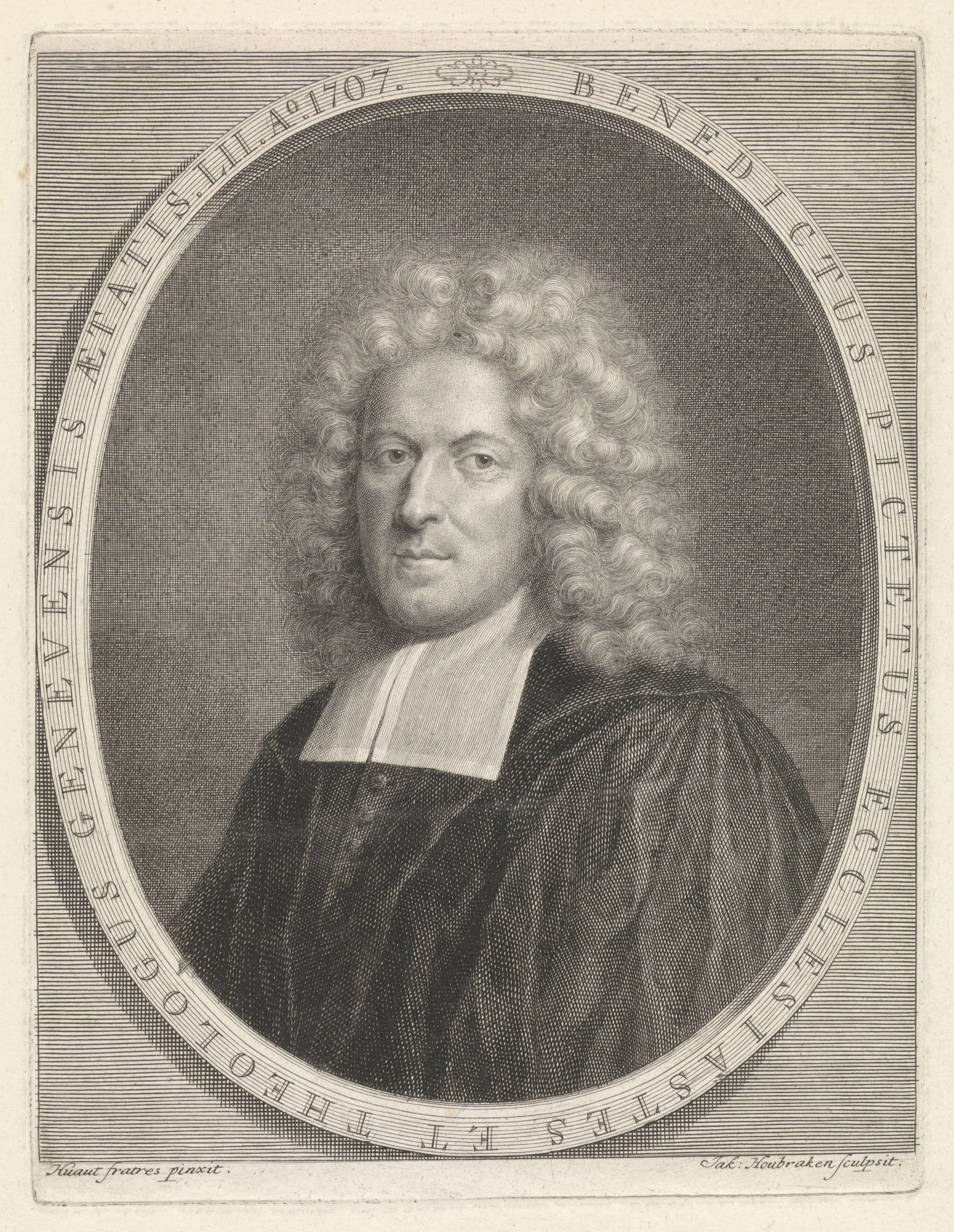
Bénédict Pictet, porträtiert von Jacobus Houbraken

Bénédict Pictet (* 30. Mai oder 19. Mai 1655 in Genf; † 10. Januar 1724 ebenda) war ein Genfer evangelischer Geistlicher und Hochschullehrer.

## Leben

### Familie
Bénédict Pictet entstammte der Familie Pictet und  war der Sohn des Syndikus André Pictet (* 29. Juli 1609 in Genf; † 13. Dezember 1669 ebenda) und dessen zweiter Ehefrau Barbe (* 25. Dezember 1617; † 6. Juli 1711 in Genf), Tochter von Bénédict Turrettini (1588–1631), Pfarrer und Professor der Theologie. In erster Ehe war sein Vater mit Marie (* 1615; † 20. Juni 1652 in Genf), Tochter von Dr. jur. Pierre de Sève (* 1590) verheiratet gewesen; aus dieser Ehe hatte Bénédict noch sieben Halbgeschwister.
Sein Neffe war der Politiker François Pictet (* 30. Oktober 1667 in Genf; † 4. März 1749 ebenda).
Er heiratete am 21. Juni 1680 Catherine (* 29. Dezember 1659; † 2. Februar 1746), Tochter des Kaufmanns Nicolas Burlamacchi (auch Burlamaqui) (1606–1662), der einer aus dem italienischen Lucca stammenden Adelsfamilie angehörte; gemeinsam hatten sie fünf Kinder.

### Werdegang
Von 1671 bis 1674 studierte Bénédict Pictet Theologie an der Académie de Genève. Gemeinsam mit seinem Freund, dem späteren Genfer Hochschullehrer Antoine Léger, unternahm er 1675 eine Studienreise durch Frankreich, die Niederlande und England; das Studium setzte er 1676 an der Universität Leiden bei Friedrich Spanheim fort. 
Nach seiner Ordination, die 1678 erfolgte, war er von 1680 bis 1724 Pfarrer in Genf; dazu wurde er 1709 Pfarrer der italienischen Kirche in Genf.
1686 wurde er als Professor der Theologie an die Akademie in Genf berufen, um Philippe Mestrezat (1618–1690) und seinen kranken Onkel François Turrettini zu unterstützen und zu entlasten. Nach dessen Tod wurde er 1687 ordentlicher Professor und blieb bis zu seinem Tod in diesem Lehramt; in dieser Zeit war er von 1690 bis 1694 sowie von 1712 bis 1717 Rektor der Akademie.
Zu seinen Schülern gehörten unter anderem der spätere Theologe Ami Lullin und der spätere Jurist Jean Barbeyrac.

### Geistliches und berufliches Wirken
Bénédict Pictet vertrat eine orthodoxe Linie mit einer vorsichtigen Öffnung zur neuen kartesianischen Philosophie, befürwortete aber auch die Formula Consensus, das neue Glaubensbekenntnis von 1675, das von allen Pfarrern und Professoren unterschrieben werden musste, wenn sie zum Kirchendienst zugelassen werden wollten.
Er war 1687 sowie 1703 Leiter der französischen Börse (Bourse française) in Genf, die gegründet worden war, um Emigranten aus der französischen Dauphiné zu unterstützen. Weiterhin unterstützte er Antoine Court bei dessen Bemühungen, den verfolgten Hugenotten in Frankreich zu helfen.
1706 war er Vorsteher des städtischen Krankenhauses und der Stadtbibliothek in Genf.
Bénédict Pictet publizierte verschiedene theologische Schriften, so unter anderem 1702 Théologie chrétienne und von 1693 bis 1696 Morale chrétienne, die mehrmals neu aufgelegt und in verschiedene Sprachen übersetzt wurden; weiterhin veröffentlichte er verschiedene Sammlungen von Predigten und Erbauungsschriften. Dazu schrieb er zahlreiche Liedtexte, unter anderem solche zum Kirchenjahr, von denen einige bis heute in den Kirchengesangbüchern stehen.
Er wurde auch mit der Liturgiereform beauftragt und leitete die Kommission zur Überarbeitung des Psalters.
Eine Berufung an die Universität Leiden von 1701, den frei gewordenen Lehrstuhl des verstorbenen Friedrich Spanheim zu übernehmen, lehnte er ab.

## Mitgliedschaften
Bénédict Pictet war Korrespondent der Englischen Gesellschaft zur Verbreitung des Glaubens und seit dem 7. Februar 1714 ausländisches Mitglied der Berliner Akademie der Wissenschaften.

## Schriften (Auswahl)
- François Turrettini; Bénédict Pictet: Disputatio textualis de tribus testibus caelestibus ex 1. Jo. V. 7. Genf 1674.
- Benedicti Picteti Theologi Genevensis De consensu ac dissensu inter Reformatos et Augustanae Confessionis Fratres dissertatio. Gallet, Amsterdam 1697.
- An Antidote against a Careless Indifferency in Matters of Religion. London 1698.
- Animadversiones Ad Benedicti Picteti Dissertationem, De Consensu ac Dissensu inter Reformatos & Augustanae Confessionis Fratres: quas edidit Lutheranus. Brandenburger, Leipzig 1699.
- Benedicti Picteti V.D.M. & SS. Th. Professoris Dissertationis De Consensu Et Dissensu Inter Reformatos & Angustanae Confessionis Fratres Vindiciae Adversvs Animadversiones: Quas edidit Lutheranus. Societat, Genf 1700.
- Graecorum recentiorum Sententiae. Amsterdam 1700.
- Huit Sermons Sur L’Examen Des Religions. Genf 1701.
- Bénédict Pictet; Maria Eleonora Francisca Cajetana Aloysia von Sporck: Tractat Wider Die Gleichgültigkeit derer Glauben. Kempten 1702.
- Bénédict Pictet; Maria Eleonora Francisca Cajetana Aloysia von Sporck: Christliche Sitten-Lehre, Das ist: Kunst recht und gut zu leben.
  - Band 1 bis Band 5. Mayr, Kempten 1702–1705.
  - Band 6. Mayr, Kempten 1705.
- La Manière de bien participer à la Sainte Cène. Genf 1707.
- La necessité d’examiner la religion dont on fait profession. Genf 1707.
- La Morale Chrétienne Ou L’Art De Bien.
  - Band 1. Compagnie des libraires, Genf 1710.
  - Band 2. Compagnie des libraires, Genf 1710.
  - Band 3. Compagnie des libraires, Genf 1709.
  - Band 4. Compagnie des libraires, Genf 1709.
  - Band 5. Compagnie des libraires, Genf 1709.
  - Band 6. Compagnie des libraires, Genf 1709.
  - Band 7. Compagnie des libraires, Genf 1709.
  - Band 8. Compagnie des libraires, Genf 1709.
- Entretiens pieux d’un fidèle avec son pasteur. Genf 1710.
- Brevis Syllabus Controversiarum. Genf 1711.
- Les véritez de la religion chrétienne, tirées des passages formels de l’Ecriture, dont on donne une courte explication avec un cantique qui contient ces véritez. Genf 1711.
- Medulla theologiae christianae didacticae et elenchticae. Genf 1711.
- La Religion Des Protestans Justifiée D’Heresie, Et Sa Verité Demontrée: pour répondre au livre de Monsieur Claude Andri Ecclesiastique.
  - Band 1. J. Antoine Querel, Genf 1714.
  - Band 2. J. Antoine Querel, Genf 1714.
- Les devoirs des chrétiens. Querel, Genf 1715.
- Britannia Christiana Et Reformata Oratio. Cramer & Perachon, Genf 1715.
- Cinq Catechismes pour instruire les jeunes gens de la religion reformée. Genf 1715.
- Dissertation sur les temples, leur dédicace. Genf 1716.
- Quatorze sermons sur divers textes de l’Ecriture sainte. Genf 1719.
- La Théologie Chrétienne.
  - Band 1. Genf 1721.
  - Band 2. Genf 1721.
  - Band 3. Genf 1721.
- Cantiques sacrez pour les principales solemnitez des chrétiens et sur divers autres sujets. Bern 1721.
- Lettre sur ceux qui se croient inspirés. Genf 1721.
- Prières pour tous les jours de la semaine, et sur divers sujets. Genf 1724.
- Cantiques sacrez pour les principales solennitez. Genf 1731.
- Histoire De L’Eglise Et Du Monde. Mortier, Amsterdam 1732.
- Cantiques et prières pour les principales solennitez des chrétiens. Lausanne 1733.
- Bénédict Pictet; Johann Friedrich Bachstrom: Christliche Sitten-Lehre oder Mittel und Wege recht und wohl zu leben: darinnen ein rechtschaffener Christ alle seine nicht nur allgemeine, sondern auch besondere Schuldigkeiten und die Laster meiden lernen kan. Georgi, Leipzig 1738 (5. Auflage).
- Benedict Pictets heilige Erhebungen der glaubigen Seele zu ihrem Gott. Ulm 1756.
- Traité contre l’indiférence des religions. Frankfurt am Main 1780.
- Theologia Christiana. Edinburgh 1820.
- Romanist Conversations, or dialogues between a Romanist and a Protestant. London 1826.
- Trois chansons protestantes du siècle passé. Paris 1854.